# 조성진 (야구 선수)
조성진(曺成鎭, 1989년 8월 2일 ~ ) KBO 리그 전 고양 원더스의 외야수이다.
2012년 KIA 타이거즈 입단으로 프로 데뷔하였으나 1군에 올라오지 못한채 2013년 시즌 후 방출되었다.

## 출신 학교
- 송정동초등학교
- 무등중학교
- 광주제일고등학교
- 동아대학교